# Emiliano Cotelo
Emiliano Cotelo Domínguez (Montevideo, 25 de agosto de 1958) es un periodista y conductor de programas de radio uruguayo.
Conocido por sus entrevistas en profundidad con líderes políticos locales e internacionales. Su programa radial matutino «En Perspectiva» está al aire desde junio de 1985.

## Vida personal
Emiliano Cotelo cursó estudios durante cuatro años en la Facultad de Ingeniería de la Universidad de la República, se casó con la periodista y productora de televisión Alexandra Morgan, con quien tuvo tres hijos: Diego, Felipe y Catalina. 
Es hijo del también periodista y crítico Ruben Cotelo.

## Carrera profesional
Comenzó su trabajo en radio en 1976, realizando un programa musical llamado «Perfiles» para CX 26 SODRE (1050 kHz), emisora de Radiodifusión Nacional Uruguay.  
Luego, en 1983, se inició como periodista del departamento informativo de CX 30 La Radio (1130 kHz). 

### En perspectiva
El 3 de junio de 1985 Cotelo se sumó a Enrique Alonso Fernández, Carlos Núñez y Claudio Paolillo, quienes acababan de inaugurar el programa "En Perspectiva", un formato novedoso para la época, pues no existían programas periodísticos en la banda de frecuencia modulada, la cual se utilizaba para radio fórmulas musicales, casi exclusivamente de tipo easy listening. 
"En Perspectiva" comenzó a emitirse a través de CXA 230 Emisora del Palacio (93.9 MHz). En febrero de 1992 el programa se trasladó a CX 14 Radio El Espectador (810 kHz), dándole a Cotelo la oportunidad de lograr un alcance nacional, gracias a que esa emisora cubre la mayor parte del territorio uruguayo.

### Periodista, columnista y docente
Cotelo también contribuyó con otros medios, entre ellos el periódico El Observador de Montevideo, la revista «Tres», así como Canal 10 de Montevideo, y Canal 12 - Teledoce de Montevideo. Asimismo, impartió clases de periodismo radial en la Universidad Católica del Uruguay.
Desde 1990 la titularidad de Radio El Espectador, que pertenecía al grupo Difusoras del Uruguay S.A., pasó a la empresa que rescató a la estación de deudas y bajos niveles de audiencia que la agobiaban, asumiendo toda la operación LANOS sociedad anónima, cuya participación accionaria corresponde en un 10% a Alexandra Morgan, esposa de Emiliano Cotelo.

### Como productor independiente

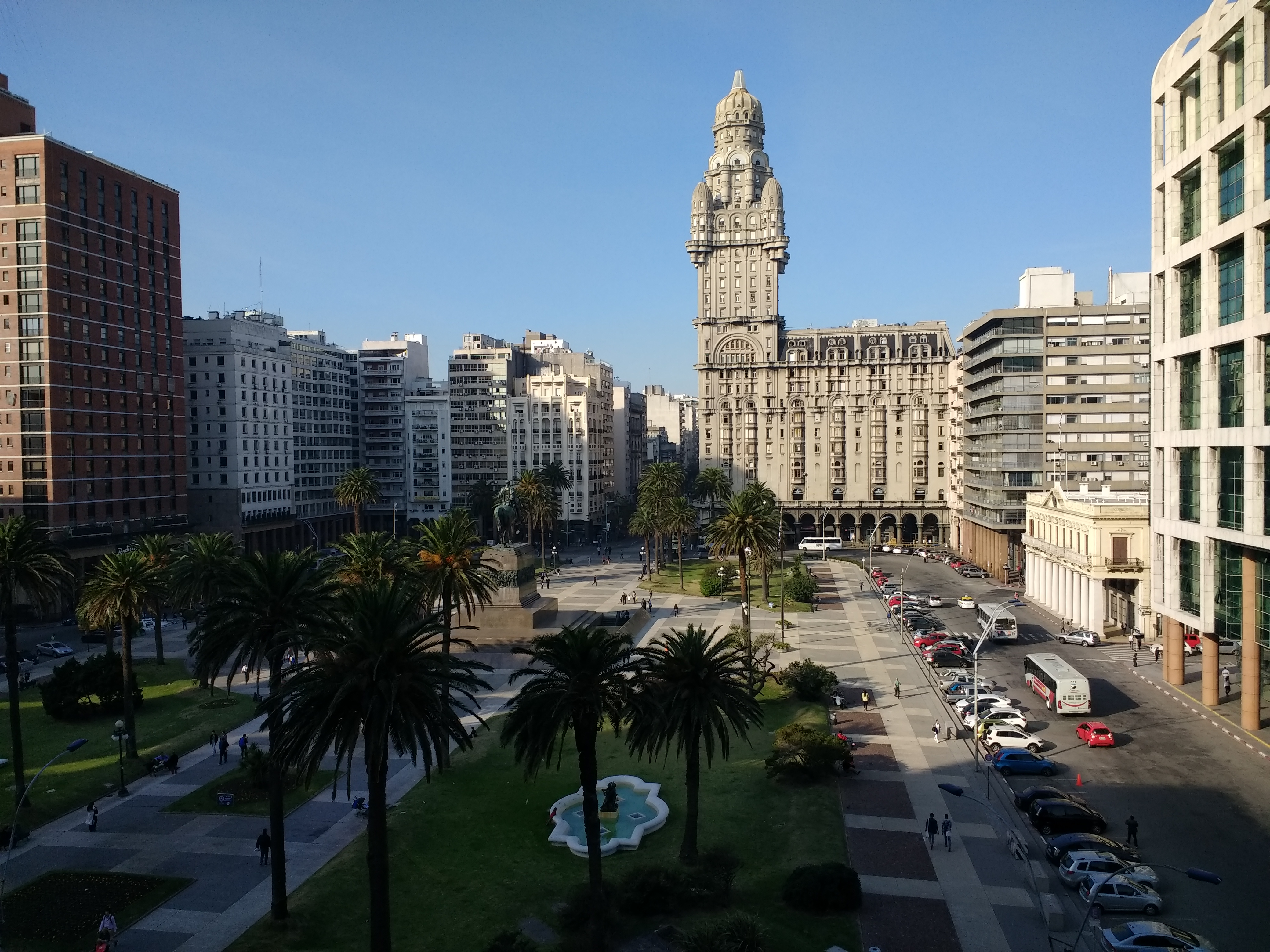
Los nuevos estudios de «En Perspectiva» se encuentran en el edificio Victoria Plaza Office Tower (a la izquierda de la fotografía) frente a la Plaza Independencia de Montevideo

En noviembre de 2014, Cotelo anunció su alejamiento de Radio El Espectador, por diferencias con la nueva dirección de la empresa, en particular, por la decisión de dejar de emitir «En Perspectiva» simultáneamente por CXD 223 Urbana FM (92.5 MHz), alejamiento que finalmente se concretó el 31 de diciembre de ese año.
Durante el verano de 2015, Cotelo y su equipo, prepararon el regreso al aire de «En Perspectiva», pero ahora producido por una empresa multimedios, totalmente independiente, dirigida por el propio periodista. 
Así, el programa matinal regresó al aire el 6 de abril de 2015, también en audio y video en directo por internet  (En Perspectiva), como por radio convencional, a través de CX 12 Radio Oriental (770 kHz), frecuencia en canal libre internacional, que garantiza la recepción de la radioemisora en todo el territorio nacional, sin interferencias de estaciones nacionales o de países vecinos. 
En ese tiempo el programa «En Perspectiva» también es transmitido, por CXD 258 Del Sol FM (99.5Mhz) en Montevideo, y por sus estaciones repetidoras de Colonia del Sacramento (96.3MHz), y de Punta del Este (96.7MHz).
Otras varias emisoras de AM y FM del país, desde entonces y hasta el presente, han retransmitido el programa de Cotelo en diversas regiones.

### Telemundo
Desde julio de 2017, Emiliano Cotelo realizó una entrevista semanal para el noticiero central Telemundo de Canal 12.

### Nueva etapa en Radiomundo
A partir del 1 de marzo de 2018, el programa bandera de Cotelo, «En Perspectiva», así como En Perspectiva Producciones (Fantire S.A.) iniciaron una nueva etapa, con la salida al aire de una completa serie de programas vespertinos y nocturnos, transmitidos en exclusiva por CX 32 Radiomundo (1170 kHz,) estación que cubre el área metropolitana de Montevideo y los departamentos del sur de Uruguay. Adicionalmente, «En Perspectiva» lanzó una app destinada a teléfonos inteligentes, para escuchar a través de ella la programación de Radiomundo.
Actualmente, lo que comenzó como un programa matinal diario de 4 horas, pasó a una programación de 24, con muchos y variados programas, que incluyen espacios deportivos, culturales, y musicales, con énfasis en la música uruguaya, así como en la música en francés y el jazz.
Los principales programas que En Perspectiva Producciones realiza para Radiomundo AM 1170 están bajo la dirección general de Emiliano Cotelo, y la producción de Rodrigo Abelenda, Romina Andrioli, Rosario Castellanos, Omar García, Gastón González Nápoli, Agustín Dorce, Alejandro Rodríguez Dopico, Gabriela Pintos y Candela Stewart, la operación y edición de video de Felipe Penadés y la operación de sonido de Ariel Gómez.
Parte de la programación del nuevo emprendimiento de Emiliano Cotelo se emite también por televisión por suscripción, a través de Nuevo Siglo en Montevideo, y otros cableoperadores de diversas ciudades de Uruguay que toman la señal de Cardinal TV.

### Curiosidades
Un experto diexista reportó la recepción del programa de Cotelo «En Perspectiva» que transmite Radiomundo en 1170 kHz, en una lejana región de Laponia en Finlandia, con un receptor de radio especial de amplitud modulada, y al respecto fue entrevistado Mika Mäkeläinen quien proporcionó detalles de tal hazaña.